# المؤتمر الصومالي الموحد
كان المؤتمر الصومالي الموحد ( USC ) أحد أكبر الفصائل المتمردة في الصومال، تأسس عام 1989 ولعب دورًا رائدًا في الإطاحة بحكومة سياد بري في عام 1991، أصبح الفصيل هدفًا لحملة فرقة العمل الموحدة التي قادتها الولايات المتحدة في عام 1993، انقسم المؤتمر لاحقًا إلى فصائل متناحرة، في عام 2000 ومع تشكيل حكومة وطنية انتقالية (TNG) بدأت عملية نزع السلاح وعُين بعض القادة المعتدلين من المؤتمر في الحكومة المؤقتة.

## خلفية تاريخية

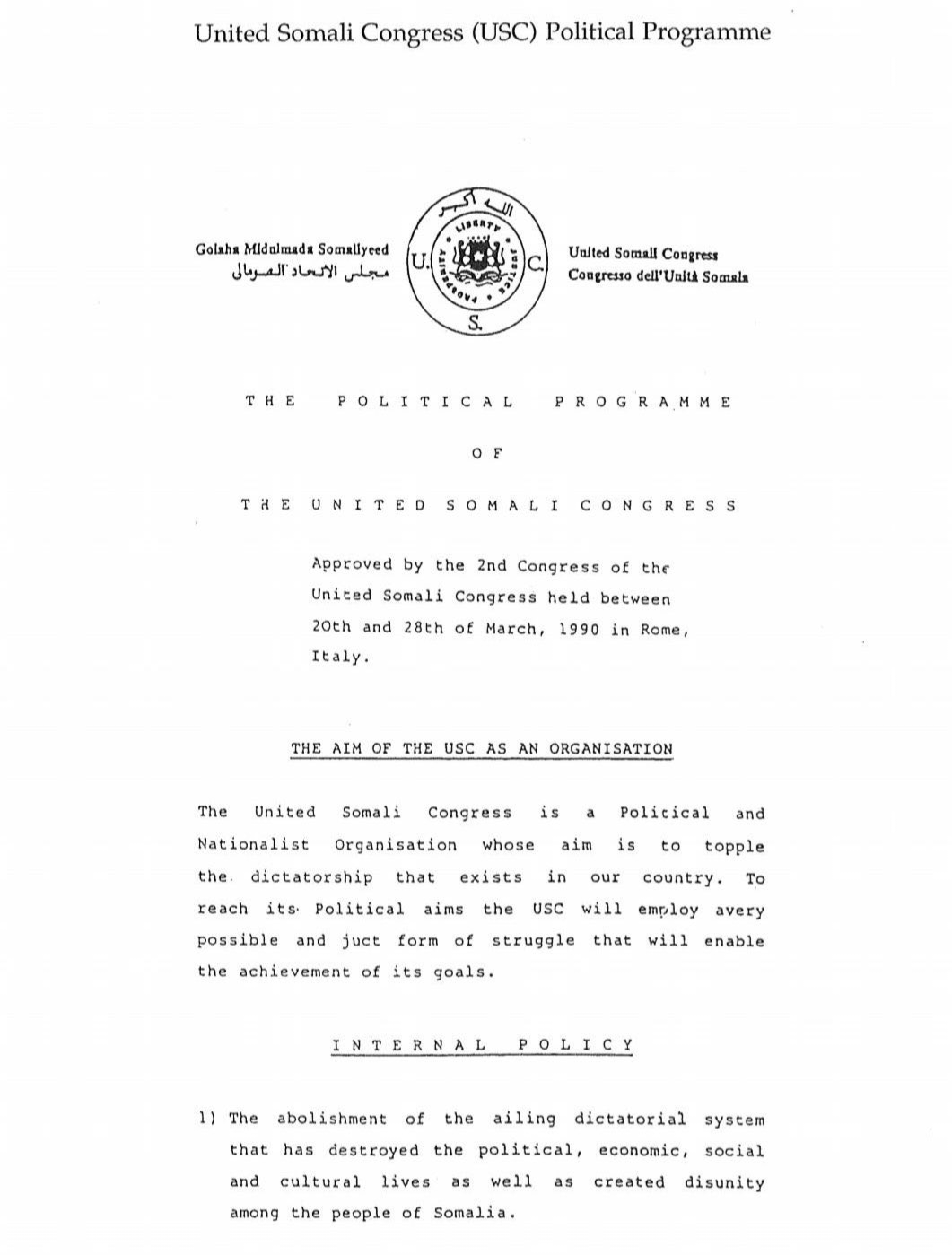
البرنامج السياسي للمؤتمر الموحد عام 1990

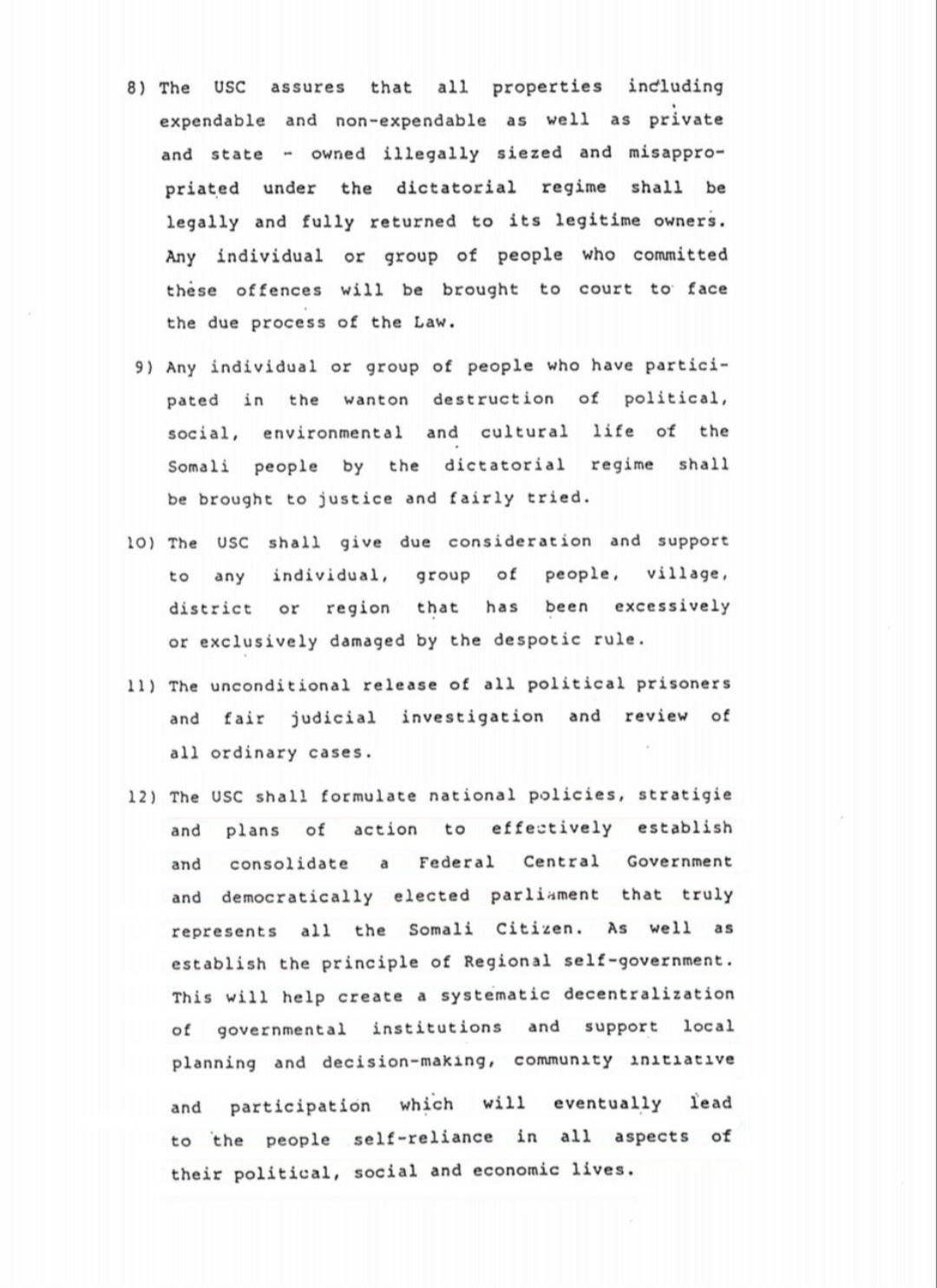
البرنامج السياسي للمؤتمر الموحد 1990

تأسس المؤتمر الصومالي الموحد المرتكز على قاعدة شعبية قوامها قبائل الهوية في العاصمة الإيطالية روما في 7 يناير 1989 على يد علي محمد عسوبلي (علي ورطيجلي) وآخرين، وكان بعض كبار زعماء المؤتمر أعضاء في جبهات أخرى مثل جبهة العمل الديمقراطي الصومالي SODAF و الجبهة الديمقراطية الخلاصية الصومالية SSDF والحركة الوطنية الصومالية SNM، وأعد قادة المؤتمر برنامجا سياسيا قدَّم نظامًا لامركزيًا لمعالجة الاستياء المتزايد من الحكم المركزي بعد 10 سنوات من معارضة المتمردين.
"يتعين على المؤتمر الصومالي الموحد صياغة سياسات واستراتيجيات وخطط عمل وطنية لإنشاء وتعزيز حكومة فيدرالية وبرلمان منتخب ديمقراطيًا يمثل جميع المواطنين الصوماليين في أنحاء البلاد، وكذلك ترسيخ مبدأ الحكم الذاتي للولايات الإقليمية، وسيساعد هذا في إنشاء لامركزية منهجية للمؤسسات الحكومية كما سيعزز دعم التخطيط المحلي واتخاذ القرار والمبادرة المجتمعية والمشاركة التي ستؤدي في النهاية إلى اعتماد الناس على أنفسهم في جميع جوانب حياتهم السياسية والاجتماعية والاقتصادية"
تشكّل الجناح العسكري للمؤتمر الصومالي الموحد في أواخر عام 1989 في إثيوبيا، بقيادة الجنرال محمد فارح عيديد الذي قاد الجناح المسلح حتى وفاته عام 1996، وخلفه نجله حسين محمد فارح،وعُرف فصيل عيديد أيضًا باسم التحالف الوطني الصومالي (SNA) وكثيرا ما كان يُشار إليه بـ USC / SNA.
تشكّل المؤتمر الصومالي الموحد ردا على الأعمال الوحشية التي مارستها حكومة محمد سياد بري ضد قبيلة الهوية وذلك حسب رؤية قادة المؤتمر، وشنت القوات الأمنية التابعة للرئيس سياد بري خلال الفترة ما بين 1989 إلى 1991 حملات قمع واسعة النطاق استخدمت فيها القوة ضد عشائر الهوية في مناطق جنوب ووسط الصومال، وكان من أبرز هذه الأحداث، مجزرة ارتكبتها القوات المسلحة الصومالية في مناطق قريبة من جالكعيو بوسط الصومال في نوفمبر 1989 وأسفرت عن مقتل العديد من المدنيين. وكرد فعل على هذه المجزرة استقال الجنرال ممحمد فارح عيديد من منصبه كسفير للصومال في الهند لينضم إلى معسكرات التدريب التابعة للمؤتمر الصومالي الموحد في بلدة مستحيل بإثيوبيا.
سيطرت قوات المؤتمر الصومالي الموحد على العاصمة الصومالية مقديشو مطيحة بحكومة سياد بري الذي انسحب من العاصمة في 27 يناير 1991، ولاحقت قوات المؤتمر الصومالي الموحد فلول نظام سياد بري المنسحبة إلى كينيا مما تسبب في خلاف دبلوماسي وعسكري طويل مع الرئيس دانيال أراب موي حتى عرضت منظمة الوحدة الأفريقية على الرئيس بري التقاعد في لاغوس بنيجيريا، ورغم انتصار المؤتمر الصومالي الموحد وسيطرته على زمام الأمور في العاصمة مقديشو فقد فشل في إدارة تسوية سياسية مع خصومه، الحركة الوطنية الصومالية SNM، والجبهة الوطنية الصومالية SPM، والجبهة الديمقراطية الخلاصية SSDF، كما أدت الخلافات الداخلية إلى انقسام المؤتمر وذلك بعد إعلان علي مهدي محمد رئيسًا مؤقتًا للبلاد.
بعد تعيين علي مهدي محمد رئيساً للبلاد انقسم المؤتمر الصومالي الموحد إلى فصيلين، حيث انشق محمد فارح عيديد بفصيل أسماه المؤتمر الصومالي الموحد / التحالف الوطني الصومالي (USC/SNA)، وسمى علي مهدي فصيله المؤتمر الصومالي الموحد / تحالف الإنقاذ الصومالي (USC/SSA)، وانتقلت قيادة فصيل عيديد في المؤتمر الموحد (USC/SNA) بعد وفاته عام 1996 إلى نجله حسين محمد فارح عيديد، وانتقلت قيادة تحالف الإنقاذ الصومالي (USC/SSA) إلى نائب قائد الفصيل موسى سودي يلحو.
توصل فصيلا المؤتمر الصومالي الموحد إلى اتفاقية لإنهاء الأعمال القتالية بينهما في أغسطس 1998، وأدى ذلك أزمة بين موسي سودي يلحو وعلي مهدي محمد، تطورت إلى اشتباكات مسلحة في مقديشو، وتصالح حسين عيديد بعد ذلك مع يلحو لينضما إلى مجلس المصالحة والإصلاح الصومالي (SRRC) في عام 2002 لمعارضة الحكومة الوطنية الانتقالية (TNG)، و تسبب هذا في حدوث خلاف بين مؤيدي تحالف الإنقاذ USC / SSA الذي يقوده يلحو ونائبه عمر محمود فنش الذي فضّل الاستمرار دعم الحكومة الانتقالية، وتسببت الاشتباكات بين الطرفين بسقوط العديد من القتلى في العاصمة الصومالية مقديشو.
في عام 2001 أسس حسين عيديد مجلس المصالحة والإصلاح الصومالي وهو فصيل مسلح جديد انبثق عن التحالف الوطني الصومالي تشكّل لمعارضة الحكومة الوطنية الانتقالية الناشئة (TNG) وتحالف وادي جوبا (JVA) في الفترة ما بين عامي 2001-2004. إلا أن المجلس تصالح مع الحكومة الانتقالية عام 2004 بعد تعيين قادة المجلس المعتدلين في الحكومة.

## شخصيات ملحوظة
- محمد فارح عيديد
- علي محمد عوسوبلي (علي ورطيجلي)
- علي مهدي محمد
- محمد قنيري أفرح
- موسى نور أمين
- موسى سودي يلحو
- عمر محمود فنش

## الجدول الزمني للمؤتمر الصومالي الموحد
- 1987 - 1991 تأسيس المؤتمر الصومالي الموحد للإطاحة بسياد بري.
- 1991 - 1992 فصيل محمد فارح عيديد (USC Aidid) يعارض فصيل علي مهدي محمد (USC Mahdi) حتى تأسيس USC / SNA.
- 1992 - 1995 اتحاد فصيلي المؤتمر USC / SNA و USC / SSA ضد تدخل الأمم المتحدة.
- 1995 - 1998 خلافات ومواجهات بين فصيلي USC / SNA و USC / SSA بعد رحيل الأمم المتحدة حتى المصالحة.
- 1998 - 2001 اقتتال داخلي في USC / SSA بين علي مهدي محمد وموسى سودي يلحو.
- 2001 - 2002 الاقتتال الداخلي بين USC / SSA بين موسى سودي يلحو (SRRC) و عمر محمود فنش (TNG).
- 2003 - العديد من قادة المؤتمر الموحد ينزعون سلاح مليشياتهم، بعد تعيينهم في الحكومة المؤقتة الوليدة.

## روابط خارجية
- دليل السفر العالمي - تاريخ وحكومة الصومال
- داني ، تيد (2002). " أفريقيا والحرب على الإرهاب ". تقرير CRS للكونغرس ، واشنطن (DC): مكتبة الكونغرس.